# 浜野裕司
浜野 裕司（はまの ひろし）は、昭和期の化学者である。専門は応用化学、光化学。

## 略歴
東京大学工学部大学院にて菊池真一研究室、神奈川大学教授を経て1971年2月1日～1971年12月12日神奈川大学学長代行、1979年4月東京工芸大学工学部写真工学科教授2001年1月26日東京工芸大学最終講義。

## 論文
- 「ハロゲン化銀懸濁系のPhotovoltaic Effectの研究およびその応用」 東京大学 博士論文, [報告番号不明], 1961年 ,NAID 500000455585
- 浜野裕司, 菊池真一, 「現像による感光ハロゲン化銀粒子と未感光粒子の識別機構について」『日本写真学会誌』 53巻 1号 1990年 p.28-33, 日本写真学会, doi:10.11454/photogrst1964.53.28